# 男子第53回・女子第48回全日本学生バスケットボール選手権大会
男子第53回・女子第48回 全日本学生バスケットボール選手権大会（だんしだい53かい・じょしだい48かい ぜんにほんがくせいバスケットボールせんしゅけんたいかい）は、2001年11月25日から12月2日まで8日間にわたって国立代々木競技場第二体育館などで行われた全日本学生バスケットボール選手権大会。

## 日程
- 11月25日 - 男女1回戦
- 11月26日 - 男女1回戦
- 11月27日 - 男女2回戦
- 11月28日 - 男女3回戦
- 11月29日 - 男女4回戦
- 11月30日 - 男女5～8位決定戦・男女決勝リーグ
- 12月1日 - 男女順位決定戦・男女決勝リーグ
- 12月2日 - 男女決勝リーグ・閉会式

## 会場
- 代々木第二体育館
- 東京体育館
- 駒沢体育館

## 出場校

### 男子
北海道・東北
- 北海道1位 札幌大学（16年連続29回目）
- 北海道2位 北海学園大学（4年連続19回目）
- 北海道3位 酪農学園大学（2年連続2回目）
- 北海道4位 道都大学（2年連続13回目）
- 東北1位 東北学院大学（8年連続39回目）
- 東北2位 仙台大学（5年連続7回目）
- 東北3位 秋田経済法科大学（2年連続15回目）

関東
- 関東1位 青山学院大学（19年連続25回目）
- 関東2位 中央大学（25年連続46回目）
- 関東3位 日本体育大学（45年連続45回目）
- 関東4位 専修大学（17年連続36回目）
- 関東5位 法政大学（2年連続41回目）
- 関東6位 日本大学（50年連続50回目）
- 関東7位 筑波大学（53年連続53回目）
- 関東8位 拓殖大学（31年連続31回目）
- 関東9位 早稲田大学（2年連続46回目）
- 関東10位 順天堂大学（20年連続23回目）
- 関東11位 大東文化大学（6年連続11回目）
- 関東12位 慶應義塾大学（4年連続45回目）
- 関東13位 東海大学（2年連続9回目）
- 関東14位 明治大学（8年連続48回目）
- 関東15位 駒澤大学（3年ぶり5回目）
- 関東16位 上武大学（4年連続4回目）
- 関東17位 東京農業大学（12年ぶり12回目）
- 関東18位 國學院大学（2年連続3回目）
- 関東19位 国士舘大学（2年連続12回目）
- 関東20位 東洋大学（初出場）

北信越・東海
- 北信越1位 金沢工業大学（2年連続15回目）
- 北信越2位 金沢大学（3年連続34回目）
- 東海1位 愛知学泉大学（14年連続14回目）
- 東海2位 浜松大学（2年連続2回目）
- 東海3位 中京大学（7年連続40回目）
- 東海4位 愛知大学（5年連続15回目）
- 東海5位 常葉学園大学（2年連続2回目）

近畿
- 関西1位 大阪商業大学（6年連続39回目）
- 関西2位 近畿大学（23年連続41回目）
- 関西3位 関西学院大学（4年連続28回目）
- 関西4位 大阪産業大学（初出場）
- 関西5位 京都産業大学（31年連続31回目）
- 関西6位 天理大学（3年ぶり10回目）
- 関西7位 立命館大学（2年連続22回目）

中国・四国
- 中国1位 広島経済大学（5年連続6回目）
- 中国2位 広島大学（2年ぶり14回目）
- 四国1位 高知大学（6年連続14回目）

九州
- 九州1位 鹿屋体育大学（5年連続10回目）
- 九州2位 九州国際大学（2年連続7回目）
- 九州3位 九州産業大学（4年連続29回目）
- 九州4位 福岡大学（11年連続42回目）

### 女子
北海道・東北
- 北海道1位 北海道浅井学園大学（2年連続27回目）
- 北海道2位 札幌大学（2年連続14回目）
- 北海道3位 北海道教育大学旭川校（2年ぶり5回目）
- 東北1位 東北学院大学（13年連続20回目）
- 東北2位 仙台大学（4年連続7回目）
- 東北3位 富士大学（初出場）
- 東北4位 福島大学（14年ぶり6回目）

関東
- 関東1位 早稲田大学（11年連続13回目）
- 関東2位 白鷗大学（6年連続6回目）
- 関東3位 日本女子体育大学（47年連続47回目）
- 関東4位 拓殖大学（3年ぶり2回目）
- 関東5位 筑波大学（47年連続47回目）
- 関東6位 専修大学（18年連続18回目）
- 関東7位 埼玉大学（2年連続9回目）
- 関東8位 日本体育大学（47年連続47回目）
- 関東9位 玉川大学（2年連続2回目）
- 関東10位 東京女子体育大学（14年連続29回目）
- 関東11位 東京学芸大学（2年連続28回目）
- 関東12位 杉野女子大学（2年連続40回目）
- 関東13位 法政大学（初出場）
- 関東14位 青山学院大学（17年連続38回目）
- 関東15位 東海大学（16年ぶり7回目）

北信越
- 北信越1位 信州大学（4年連続14回目）
- 北信越2位 金沢大学（5年ぶり26回目）

東海
- 東海1位 愛知学泉大学（21年連続44回目）
- 東海2位 桜花学園大学（5年連続7回目）
- 東海3位 静岡大学（2年連続6回目）
- 東海4位 愛知大学（3年ぶり4回目）
- 東海5位 中京女子大学（4年連続35回目）

近畿
- 関西1位 大阪体育大学（32年連続32回目）
- 関西2位 大阪薫英女子短期大学（25年連続25回目）
- 関西3位 立命館大学（7年連続7回目）
- 関西4位 樟蔭東女子短期大学（26年連続26回目）
- 関西5位 武庫川女子大学（17年連続36回目）
- 関西6位 関西外国語大学（6年連続7回目）
- 関西7位 滋賀女子短期大学（2年連続5回目）
- 関西8位 奈良文化女子短期大学（2年連続3回目）
- 関西9位 園田学園女子大学（4年連続17回目）
- 関西10位 天理大学（3年ぶり26回目）

中国・四国
- 中国1位 広島大学（7年連続23回目）
- 中国2位 島根大学（10年ぶり10回目）
- 中国3位 徳山大学（10年連続11回目）
- 四国1位 聖カタリナ女子大学（2年連続8回目）

九州
- 九州1位 鹿屋体育大学（9年連続14回目）
- 九州2位 福岡教育大学（8年連続22回目）
- 九州3位 福岡大学（2年連続14回目）
- 九州4位 熊本学園大学（8年ぶり3回目）
- 九州5位 九州女子短期大学（3年連続7回目）

## 試合結果
- Y…代々木第二体育館
- T…東京体育館（A・B・C・D）
- K…駒沢体育館

### 男子
1回戦
| 日時      | Y                             | TA                             | TB                             |
| --------- | ----------------------------- | ------------------------------ | ------------------------------ |
| 25日11:50 | 常葉学園大 89 - 71 酪農学園大 | ー                             | ー                             |
| 25日13:30 | 東洋大 81 - 72 金沢工業大     | ー                             | ー                             |
| 25日18:30 | 天理大 80 - 60 福岡大         | ー                             | ー                             |
| 25日20:10 | 京都産業大 94 - 73 慶應義塾大 | ー                             | ー                             |
| 26日11:50 | 金沢大 78 - 56 上武大         | ー                             | ー                             |
| 26日13:30 | 札幌大 110 - 66 駒澤大        | ー                             | ー                             |
| 26日14:00 | ー                            | 東京農業大 120 - 96 北海学園大 | 中京大 90 - 62 九州産業大      |
| 26日15:40 | ー                            | 秋田経済法科大 112 - 56 道都大 | 東海大 68 - 61 大阪産業大      |
| 26日17:20 | ー                            | 立命館大 60 - 57 国士舘大      | 大東文化大 117 - 59 鹿屋体育大 |
| 26日18:30 | 明治大 82 - 80 九州国際大     | ー                             | ー                             |
| 26日19:00 | ー                            | 國學院大 86 - 65 愛知大        | 浜松大 116 - 63 広島大         |
| 26日20:10 | 広島経済大 102 - 66 高知大    | ー                             | ー                             |

2回戦
| 日時      | Y                               | TA                              | TB                            |
| --------- | ------------------------------- | ------------------------------- | ----------------------------- |
| 27日10:00 | ー                              | 筑波大 128 - 62 東京農業大      | 関西学院大 85 - 68 中京大     |
| 27日11:40 | ー                              | 東北学院大 89 - 68 立命館大     | 浜松大 106 - 98 仙台大        |
| 27日11:50 | 愛知学泉大 63 - 61 金沢大（OT） | ー                              | ー                            |
| 27日13:20 | ー                              | 近畿大 70 - 43 國學院大         | 早稲田大 69 - 68 大東文化大   |
| 27日13:30 | 日本体育大 83 - 53 札幌大       | ー                              | ー                            |
| 27日15:00 | ー                              | 順天堂大 66 - 59 秋田経済法科大 | 拓殖大 99 - 69 東海大         |
| 27日16:40 | ー                              | 日本大 125 - 74 明治大          | 大阪商業大 70 - 69 常葉学園大 |
| 27日18:20 | ー                              | 専修大 99 - 60 京都産業大       | 法政大 61 - 51 天理大         |
| 27日18:30 | 中央大 115 - 78 東洋大          | ー                              | ー                            |
| 27日20:10 | 青山学院大 97 - 54 広島経済大   | ー                              | ー                            |

3回戦
| 日時      | Y                             | TA                            |
| --------- | ----------------------------- | ----------------------------- |
| 28日11:00 | ー                            | 大阪商業大 78 - 68 関西学院大 |
| 28日12:40 | ー                            | 日本大 75 - 66 近畿大         |
| 28日14:20 | ー                            | 法政大 95 - 72 早稲田大       |
| 28日15:00 | 日本体育大 94 - 71 東北学院大 | ー                            |
| 28日16:00 | ー                            | 専修大 88 - 60 順天堂大       |
| 28日16:40 | 中央大 92 - 72 浜松大         | ー                            |
| 28日17:40 | ー                            | 拓殖大 71 - 66 愛知学泉大     |
| 28日18:20 | 筑波大 71 - 63 青山学院大     | ー                            |

4回戦
| 日時      | Y                         | TA                    |
| --------- | ------------------------- | --------------------- |
| 29日13:00 | ー                        | 専修大 80 - 59 拓殖大 |
| 29日14:40 | ー                        | 中央大 79 - 78 日本大 |
| 29日16:20 | 日本体育大 96 - 83 法政大 | ー                    |
| 29日18:00 | 筑波大 73 - 59 大阪商業大 | ー                    |

5～8位決定戦
| 日時      | K                         |
| --------- | ------------------------- |
| 30日16:20 | 法政大 79 - 59 日本大     |
| 30日18:00 | 拓殖大 93 - 80 大阪商業大 |

7位決定戦
| 日時     | Y                               |
| -------- | ------------------------------- |
| 1日11:50 | 日本大 80 - 78 大阪商業大（OT） |

5位決定戦
| 日時     | Y                      |
| -------- | ---------------------- |
| 1日13:30 | 法政大 104 - 86 拓殖大 |

決勝リーグ
| 順位 | チーム     | 日本体育大 | 中央大  | 専修大  | 筑波大  | 勝敗   | 得点 | 失点 | 差  | 勝点 |
| ---- | ---------- | ---------- | ------- | ------- | ------- | ------ | ---- | ---- | --- | ---- |
| 1    | 日本体育大 | -          | ○ 77-66 | ○ 78-73 | ◯ 93-76 | 3勝0敗 | 248  | 215  | +33 | 6    |
| 2    | 中央大     | ● 66-77    | -       | ○ 99-71 | ○ 93-80 | 2勝1敗 | 258  | 228  | +30 | 5    |
| 3    | 専修大     | ● 73-78    | ● 71-99 | -       | ◯ 91-77 | 1勝2敗 | 235  | 254  | -19 | 4    |
| 4    | 筑波大     | ● 76-93    | ● 80-93 | ● 77-91 | -       | 0勝3敗 | 233  | 277  | -44 | 3    |

### 女子
1回戦
| 日時      | Y                               | TC                              | TD                                      |
| --------- | ------------------------------- | ------------------------------- | --------------------------------------- |
| 25日8:30  | 青山学院大 80 - 57 福島大       | ー                              | ー                                      |
| 25日10:10 | 法政大 81 - 62 中京女子大       | ー                              | ー                                      |
| 25日15:10 | 拓殖大 92 - 67 天理大           | ー                              | ー                                      |
| 25日16:50 | 福岡大 72 - 61 札幌大           | ー                              | ー                                      |
| 26日8:30  | 埼玉大 74 - 73 徳山大           | ー                              | ー                                      |
| 26日10:10 | 九州女子短大 82 - 71 信州大     | ー                              | ー                                      |
| 26日14:00 | ー                              | 仙台大 93 - 38 園田学園女子大   | 東京学芸大 84 - 51 関西外国語大         |
| 26日15:10 | 奈良文化女子短大 69 - 55 愛知大 | ー                              | ー                                      |
| 26日15:40 | ー                              | 富士大 92 - 43 聖カタリナ女子大 | 東海大 79 - 64 金沢大                   |
| 26日16:50 | 杉野女子大 95 - 73 滋賀女子短大 | ー                              | ー                                      |
| 26日17:20 | ー                              | 武庫川女子大 78 - 42 島根大     | 東京女子体育大 96 - 55 北海道教育大旭川 |
| 26日19:00 | ー                              | 玉川大 77 - 56 北海道浅井学園大 | 広島大 82 - 51 熊本学園大               |

2回戦
| 日時      | Y                                    | TC                                | TD                                |
| --------- | ------------------------------------ | --------------------------------- | --------------------------------- |
| 27日8:30  | 大阪体育大 115 - 40 九州女子短大     | ー                                | ー                                |
| 27日10:00 | ー                                   | 福岡教育大 76 - 75 福岡大         | 青山学院大 69 - 67 桜花学園大     |
| 27日10:10 | 東北学院大 104 - 77 埼玉大           | ー                                | ー                                |
| 27日11:40 | ー                                   | 拓殖大 96 - 85 静岡大             | 仙台大 79 - 65 白鷗大             |
| 27日13:20 | ー                                   | 早稲田大 86 - 43 法政大           | 樟蔭東女子短大 71 - 48 東京学芸大 |
| 27日15:00 | ー                                   | 杉野女子大 86 - 67 日本女子体育大 | 筑波大 107 - 72 東海大            |
| 27日15:10 | 日本体育大 110 - 56 奈良文化女子短大 | ー                                | ー                                |
| 27日16:40 | ー                                   | 武庫川女子大 69 - 62 立命館大     | 専修大 79 - 63 東京女子体育大     |
| 27日16:50 | 愛知学泉大 92 - 58 富士大            | ー                                | ー                                |
| 27日18:20 | ー                                   | 大阪薫英女子短大 67 - 50 玉川大   | 鹿屋体育大 67 - 51 広島大         |

3回戦
| 日時      | Y                             | TB                                |
| --------- | ----------------------------- | --------------------------------- |
| 28日10:00 | 大阪体育大 62 - 57 早稲田大   | ー                                |
| 28日11:00 | ー                            | 専修大 76 - 46 福岡教育大         |
| 28日11:40 | 日本体育大 76 - 63 筑波大     | ー                                |
| 28日12:40 | ー                            | 武庫川女子大 70 - 59 青山学院大   |
| 28日13:20 | 愛知学泉大 81 - 41 杉野女子大 | ー                                |
| 28日14:20 | ー                            | 鹿屋体育大 85 - 65 仙台大         |
| 28日16:00 | ー                            | 拓殖大 82 - 80 大阪薫英女子短大   |
| 28日17:40 | ー                            | 東北学院大 92 - 73 樟蔭東女子短大 |

4回戦
| 日時      | Y                                | TB                            |
| --------- | -------------------------------- | ----------------------------- |
| 29日13:00 | 日本体育大 102 - 68 武庫川女子大 | 東北学院大 95 - 79 拓殖大     |
| 29日14:40 | 愛知学泉大 84 - 46 専修大        | 大阪体育大 70 - 53 鹿屋体育大 |

5～8位決定戦
| 日時      | K                               |
| --------- | ------------------------------- |
| 30日13:00 | 専修大 75 - 54 拓殖大           |
| 30日14:40 | 鹿屋体育大 72 - 51 武庫川女子大 |

7位決定戦
| 日時    | Y                           |
| ------- | --------------------------- |
| 1日8:30 | 武庫川女子大 74 - 64 拓殖大 |

5位決定戦
| 日時     | Y                         |
| -------- | ------------------------- |
| 1日10:10 | 専修大 79 - 52 鹿屋体育大 |

決勝リーグ
| 順位 | チーム     | 日本体育大   | 愛知学泉大   | 東北学院大 | 大阪体育大 | 勝敗   | 得点 | 失点 | 差  | 勝点 |
| ---- | ---------- | ------------ | ------------ | ---------- | ---------- | ------ | ---- | ---- | --- | ---- |
| 1    | 日本体育大 | -            | ○ 86-76 (OT) | ○ 88-77    | ◯ 75-68    | 3勝0敗 | 249  | 221  | +28 | 6    |
| 2    | 愛知学泉大 | ● 76-86 (OT) | -            | ○ 86-61    | ○ 93-61    | 2勝1敗 | 255  | 208  | +47 | 5    |
| 3    | 東北学院大 | ● 77-88      | ● 61-86      | -          | ◯ 75-51    | 1勝2敗 | 213  | 225  | -12 | 4    |
| 4    | 大阪体育大 | ● 68-75      | ● 61-93      | ● 51-75    | -          | 0勝3敗 | 180  | 243  | -63 | 3    |

## 順位
| 順位   | 男子         | 男子          | 女子           | 女子          |
| 順位   | 大学名       | 備考          | 大学名         | 備考          |
| ------ | ------------ | ------------- | -------------- | ------------- |
| 優勝   | 日本体育大学 | 2年ぶり14回目 | 日本体育大学   | 6年ぶり16回目 |
| 準優勝 | 中央大学     |               | 愛知学泉大学   |               |
| 3位    | 専修大学     |               | 東北学院大学   |               |
| 4位    | 筑波大学     |               | 大阪体育大学   |               |
| 5位    | 法政大学     |               | 専修大学       |               |
| 6位    | 拓殖大学     |               | 鹿屋体育大学   |               |
| 7位    | 日本大学     |               | 武庫川女子大学 |               |
| 8位    | 大阪商業大学 |               | 拓殖大学       |               |

## 表彰
| タイトル       | 男子       | 男子               | 男子                        | 女子       | 女子              | 女子                       |
| タイトル       | 選手名     | 所属               | 備考                        | 選手名     | 所属              | 備考                       |
| -------------- | ---------- | ------------------ | --------------------------- | ---------- | ----------------- | -------------------------- |
| 得点王         | 荒川裕介   | 日本体育大№10、3年 | 77点                        | 相澤優子   | 東北学院大№9、4年 | 78点                       |
| 3P王           | 荒川裕介   | 日本体育大№10、3年 | 14本                        | 相澤優子   | 東北学院大№9、4年 | 15本                       |
| リバウンド王   | 鵜澤潤     | 日本体育大№12、2年 | OFF15REB DEF36REB 合計51REB | 角井絵美   | 大阪体育大№5、3年 | OFF22REB DEF8REB 合計30REB |
| アシスト王     | 柏倉秀徳   | 筑波大№9、3年      | 17本                        | 安谷屋陽子 | 愛知学泉大№4、4年 | 20本                       |
| ディフェンス王 | 齋藤豊     | 筑波大№11、3年     |                             | 正士琴代   | 日本体育大№5、4年 |                            |
| 優秀選手       | 荒川裕介   | 日本体育大№10、3年 |                             | 青木綾乃   | 日本体育大№4、4年 |                            |
| 優秀選手       | 鵜澤潤     | 日本体育大№12、2年 |                             | 藤村茜     | 愛知学泉大№8、3年 |                            |
| 優秀選手       | 児玉隆介   | 中央大№4、4年      |                             | 相澤優子   | 東北学院大№9、4年 |                            |
| 優秀選手       | 波多野和也 | 専修大№10、1年     |                             | 角井絵美   | 大阪体育大№5、3年 |                            |
| 敢闘賞         | 伊藤俊亮   | 中央大№6、4年      |                             | 安谷屋陽子 | 愛知学泉大№4、4年 |                            |
| MVP            | 木下博之   | 日本体育大№4、4年  |                             | 正士琴代   | 日本体育大№5、4年 |                            |